# Меседаљија (Верона)
Меседаљија је насеље у Италији у округу Верона, региону Венето.
Према процени из 2011. у насељу је живело 49 становника. Насеље се налази на надморској висини од 80 м.